# Robert Schumann Hochschule Düsseldorf

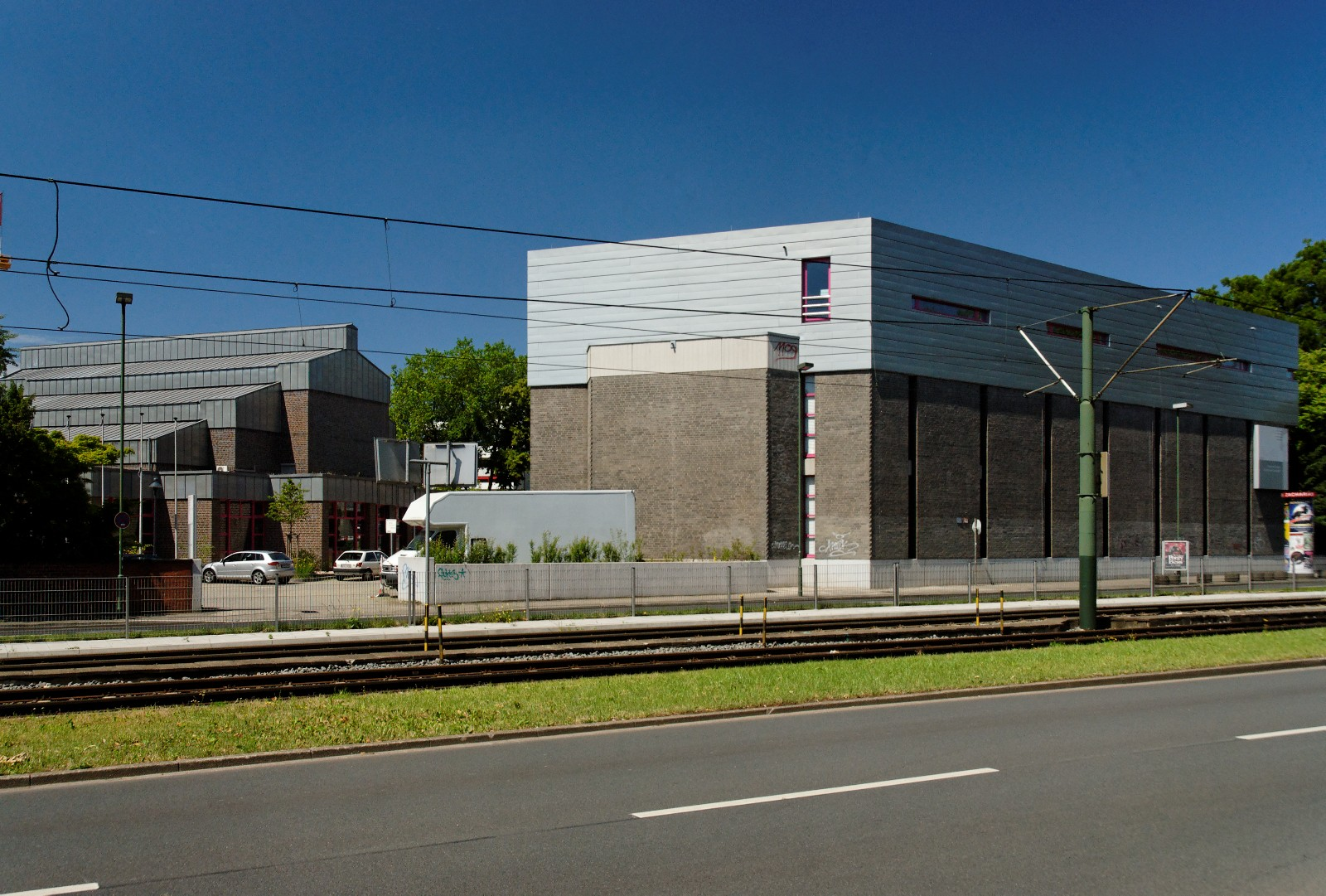
Robert Schumann Hochschule

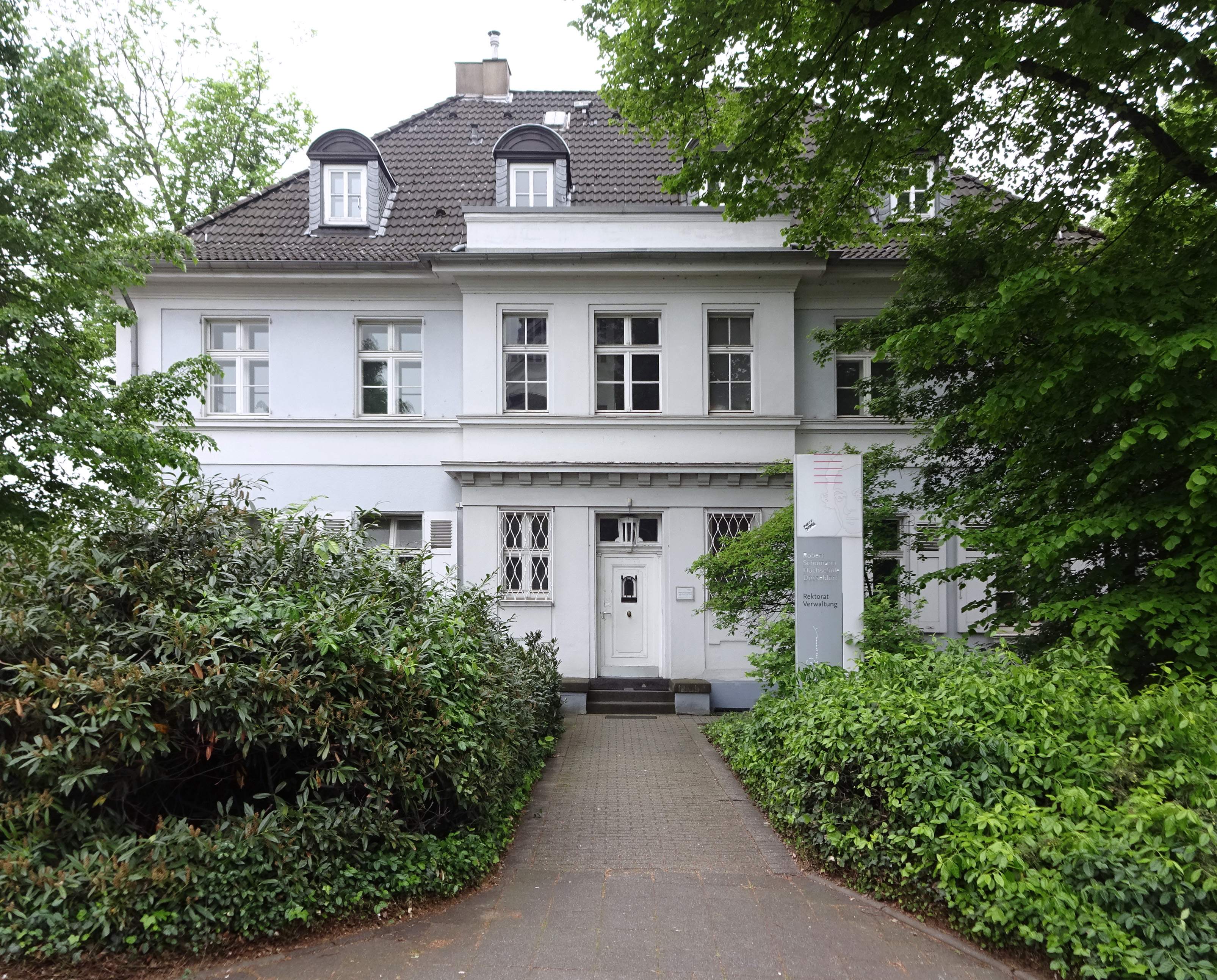
Villa Engelhardt, Rektorat Verwaltung (2019)

Die Robert Schumann Hochschule Düsseldorf (RSH) ist eine Musikhochschule im Düsseldorfer Stadtteil Golzheim. In der nordrhein-westfälischen Landeshauptstadt werden etwa 850 Studenten ausgebildet. Das Lehrangebot reicht von den Studiengängen Musik und Musikvermittlung bis zum künstlerisch-technischen Fach „Ton und Bild“, das eine technisch-naturwissenschaftliche Ausbildung an der Hochschule Düsseldorf (HSD) mit einem Musikstudium verbindet. Ihren Namen trägt sie nach dem deutschen Dirigenten, Komponisten und Musikkritiker Robert Schumann (1810–1856).

## Schwerpunkte
Mit ihren vier großen Studiengängen – Musik, Musikvermittlung, Ton und Bild sowie Musik und Medien – deckt die Hochschule weite Bereiche des Musikarbeitsmarktes ab. Der Studiengang Musik umfasst die Studienrichtungen aller Orchesterinstrumente, Gesang, Gitarre, Klavier, Orgel und Komposition, während der Studiengang Musikvermittlung die Studienrichtungen Musikpädagogik, Musiktheorie, Chorleitung, Orchesterleitung und Kirchenmusik abdeckt. Diese beiden Studiengänge können sowohl als Bachelor- als auch als Masterstudiengang belegt werden. Der dritte Bachelorstudiengang Ton und Bild wird vom hochschuleigenen Institut für Musik und Medien in Zusammenarbeit mit der Hochschule Düsseldorf angeboten und ist ingenieurwissenschaftlich ausgerichtet. Der vierte Bachelorstudiengang Musik und Medien wird am Institut für Musik und Medien unterrichtet und hat u. a. die Schwerpunkte Klassische Musikaufnahme, Medienkomposition, Musikinformatik, Musikproduktion, Musik und AV-Produktion, Musik- und Medienmanagement, Musik und Text sowie Visual Music. Hinzu kommen die Masterstudiengänge Klang und Realität sowie Künstlerische Musikproduktion, die ebenfalls am Institut für Musik und Medien angeboten werden, die Exzellenzstudiengänge Konzertexamen und Komposition sowie die Möglichkeit eines musikwissenschaftlichen Studiums am musikwissenschaftlichen Institut der Hochschule, das mit der Heinrich-Heine-Universität Düsseldorf kooperiert.
Einen Akzent setzt die Robert-Schumann-Hochschule auf ihre Opernschule. Mindestens einmal im Jahr zeigen die Studierenden ihr Können in einer szenischen Aufführung, wobei die Hochschule eng mit der Deutschen Oper am Rhein zusammenarbeitet. Weitere Schwerpunkte bilden die Orchesterausbildung und die evangelische sowie die katholische Kirchenmusik. Außerdem studieren in Düsseldorf die Militärmusiker des Ausbildungsmusikkorps der Bundeswehr aus der Waldkaserne im benachbarten Hilden.
Die Hochschule hat 2008 ein eigenes Ausbildungszentrum für den hochbegabten Nachwuchs gegründet. „Schumann junior“ richtet sich an besonders talentierte Schüler im Alter von 10 bis 17 Jahren. Darüber hinaus unterhält die RSH ein großes Symphonieorchester, mehrere Ensembles und verschiedene Chöre.
Während des Semesters veranstaltet die RSH zahlreiche Vortrags- und Übungsabende im hochschuleigenen Konzertsaal, dem Partika-Saal. Weitere Konzerte finden in der Düsseldorfer Tonhalle, im Düsseldorfer Robert Schumann Saal und im Haus der Universität der Heinrich-Heine-Universität Düsseldorf statt. 
Auf Initiative von Thomas Leander gestaltete die Hochschule 2013 drei Konzerte mit der Band Die Toten Hosen. Unter dem Titel Entartete Musik – Willkommen in Deutschland präsentierten die Musiker unter der Leitung von Rüdiger Bohn in der Tonhalle Düsseldorf Werke von Komponisten, die von den Nationalsozialisten verfolgt wurden. Ein Zusammenschnitt der Konzerte wurde im Oktober 2015 als Doppel-CD veröffentlicht.

## Geschichte
Die Hochschule ist als eigenständige Musikhochschule relativ jung. Ihre Anfänge reichen jedoch weiter zurück. Den Grundstein für die heutige Robert Schumann Hochschule legte unter Kulturdezernent Horst Ebel 1935 der Generalmusikdirektor Hugo Balzer. Er hatte die Idee, drei große private Musikschulen, wovon die älteste, das Buths-Neitzel-Konservatorium, benannt nach ihren Gründern Julius Buths und Otto Neitzel, aus dem Jahre 1902 stammt, zu einem Konservatorium zusammenzulegen. Das Institut sollte „Robert-Schumann-Konservatorium“ heißen. Auf diese Weise sollte des in Düsseldorf nicht immer gut behandelten Komponisten gedacht werden. Balzers Ziel beim Ausbau des Konservatoriums war eine möglichst praxisnahe Ausbildung, und so wurde der Schwerpunkt auf die berufseinmündende Ausbildung von Vollstudierenden gelegt. 
Bis zum Ausbruch des Zweiten Weltkrieges entwickelte sich das Konservatorium sehr gut. Während des Krieges blieb es geschlossen und öffnete erst 1945 wieder seine Pforten in der ehemaligen Villa Hüllstrung, Inselstraße 27. Es stand damals unter der Leitung des Düsseldorfer Musikers Joseph Neyses, der es bis zu seiner Pensionierung 1964 zu einer auch in der gesamten Region angesehenen Ausbildungsstätte ausbaute. So kam es u. a. zum Aufbau einer Abteilung für Katholische Kirchenmusik und 1950 zur Integration der Bild- und Klangakademie BIKLA von Friedrich Trautwein, auf die das heutige Bachelorstudium Ton und Bild letztlich zurückgeht. 
Das Konservatorium vergrößerte sich stetig. Unter der Leitung von Jürg Baur bezog das Konservatorium 1975 Räumlichkeiten an der Homberger Straße (Villa Engelhardt) und der Fischerstraße. Ein Neubau auf der Fischerstraße 110 wurde von ihm vorbereitet. Die Einweihung erfolgte 1975 durch Helmut Kirchmeyer, der ab 1972 das Konservatorium leitete.
Mit Staatsvertrag vom 21. Dezember 1972 erhielt das Robert-Schumann-Konservatorium den Rang einer Musikhochschule und hieß ab dem 19. April 1973 „Robert-Schumann-Institut der Staatlichen Hochschule für Musik Rheinland“. Gleichzeitig ging die Trägerschaft von der Stadt auf das Land über. Seitdem bereitete das „Robert-Schumann-Institut“ (RSI) angehende Musiker unmittelbar auf ihren Beruf vor. Die Laienausbildung fand nicht mehr statt. Unter der neuen Trägerschaft wurde dem Institut gleichzeitig die Landeskirchenmusikschule der Evangelischen Kirche im Rheinland auf der Graf-Recke-Straße als eigene Abteilung angegliedert. Durch einen Vertrag von 1976 übernahm das RSI in Zusammenarbeit mit dem Ausbildungsmusikkorps Hilden die künstlerische Gesamtverantwortung für die Ausbildung aller deutschen Bundeswehrmusiker. 1984 wurden zusätzliche Räume im Gebäude der Fachhochschule, Georg-Glock-Str. 15, bezogen.
Ein neues Kapitel wurde mit der Verabschiedung des Gesetzes über die Kunsthochschulen im Land Nordrhein-Westfalen vom 20. Oktober 1987 aufgeschlagen. Über mehrere Jahre hatte sich der Landtag mit der Neugliederung der Hochschullandschaft befasst und war zu dem Entschluss gekommen, das „Robert Schumann Institut“, damals standortbezogen die zweitgrößte deutsche Musikhochschule, zu verselbständigen. Düsseldorf wurde mit allen Rechten einer selbständigen Hochschule ausgestattet. Ferner begann 1987 der Aufbau eines Musikdidaktischen Museums, das seit 1980 als zentrale Betriebseinheit geführt wird. 1989 erhielt die Hochschule das Promotionsrecht. In den 1990er Jahren wurden das Institut für Tonsatz (1990) sowie das Musikwissenschaftliche Institut (1994) gegründet. Der 1993 eröffnete hochschuleigene Konzertsaal, der Partika-Saal, verdankt die Hochschule dem Oberstudiendirektor Josef Partika, der sein Vermögen der Ausbildungsstätte vermachte. Der Saal hat rund 250 Sitzplätze und ist der zentrale Veranstaltungsort.

## Institute
- Musikwissenschaftliches Institut
- Institut für Komposition und Musiktheorie
- Institut für Musik und Medien
- Institut für Kirchenmusik
- Schumann Junior

## Persönlichkeiten

### Rektoren
- Joseph Neyses (Amtszeit 1945–1964)[6]
- Jürg Baur (Amtszeit 1965–1972)[7]
- Helmut Kirchmeyer (Amtszeit 1972–1995)[8]
- Herbert Callhoff (Amtszeit 1995–1998)[9]
- Claus Reichardt (Amtszeit 1998–2004)[10]
- Raimund Wippermann (Amtszeit 2004–2023)[11]
- Thomas Leander (Amtszeit seit 2023)[12]

### Ehemalige Professoren
- Jürg Baur (Komposition)
- Ida Bieler (Violine)
- Oskar Gottlieb Blarr (Instrumentation)
- Wolfgang Bretschneider (Liturgik und Kirchenmusik)
- Herbert Callhoff (Musiktheorie, Tonsatz)
- Stella Doufexis (Gesang)
- Marie-Theres Englisch (Klavier)
- Michael Gaiser (Violine)
- Johannes Goritzki (Violoncello)
- Kerstin Grötsch (Klarinette)
- Hans-Joachim Haas (Musikproduktion)
- Alexander Kramarov (Violine)
- Detmar Kurig (Kontrabass)
- Jürgen Kussmaul (Viola)
- Michail Lanskoi (Gesang)
- Hans-Dieter Möller (Orgel)
- Angelika Nebel (Klavier)
- Heinz Bernhard Orlinski (Orgel)
- Jeanne Piland (Gesang)
- Joachim Pöltl (Horn)
- Gotthard Popp (Violoncello)
- Claus Reichardt (Violoncello)
- Ingeborg Reichelt (Gesang)
- Ulf Rodenhäuser (Klarinette)
- Almut Rößler (Orgel)
- Peter-Christoph Runge (Gesang)
- Hartmut Schmidt (Chorleitung)
- Roberto Szidon (Klavier)
- Eckhard Treichel (Posaune)
- Manfred Trojahn (Komposition)
- Wolfgang Trommer (Dirigieren)
- Sándor Végh (Violine)
- Konrad Voppel (Orgel)

### Gegenwärtige Professoren
- Andreas Ballstaedt (Musikwissenschaft)
- Juliane Banse (Gesang)
- Martin Berger (Chorleitung)
- Andrej Bielow (Violine)
- Dagmar Birwe (Musikproduktion)
- Rüdiger Bohn (Dirigieren)
- Barbara Buntrock (Bratsche)
- Joaquín Clerch (klassische Gitarre)
- Ralph van Daal (Oboe)
- Evelin Degen (Querflöte, Fachdidaktik)
- Michael Denhoff (Kammermusik)
- Hans Eijsackers (Liedgestaltung)
- Lisa Eisner-Smirnova (Klavier)
- Dieter Falk (Pop-Piano, Musikproduktion)
- Michael Faust (Querflöte)
- Bert Flas (Schlagzeug)
- Thomas Gabrisch (Opernklasse)
- Paolo Giacometti (Klavier)
- Ludwig Grabmeier (Gesang)
- Andreas Grimm (Medienkomposition)
- Matthias Gromer (Posaune)
- Dennis Hansel-Dinar (Chorpädagogik)
- Gregor Horsch (Violoncello)
- Konrad Jarnot (Gesang)
- Volker Kalisch (Musikwissenschaft)
- Mahir Kalmik (Horn)
- Ulrich Klinkenberg (Musik- und Medienmanagement)
- Andreas Krecher (Violine)
- Jürgen Kursawa (Orgel)
- Andreas Langenbuch (Oboe)
- Nicolas Langlitz (Epistemologie und Existenz)
- Torsten Laux (Orgel)
- Thomas Leander (Klavier)
- Swantje Lichtenstein (Grenzübergänge)
- Yumiko Maruyama (Klavier)
- Peter Mönkediek (Trompete)
- Hans Nickel (Tuba, Euphonium)
- Timo Nuoranne (Chorleitung)
- Gustavo Núñez (Fagott)
- Solenne Païdassi (Violine, Kammermusik)
- Alexander-Sergei Ramirez (Gitarre)
- Hans Peter Reutter (Musiktheorie)
- Julian Rohrhuber (Musikinformatik)
- Werner Roth (Musikproduktion)
- Wolfgang Rüdiger (Musikpädagogik, Instrumentaldidaktik)
- Enrique Sánchez Lansch (Mediendramaturgie)
- Leonard Schelb (Traversflöte)
- Georg Friedrich Schenck (Klavier)
- Stefan Schmidt (Orgel)
- Oliver Schneller (Komposition)
- André Sebald (Querflöte)
- Heike Sperling (Digitale Bildmedien)
- Rick Stotijn (Kontrabass)
- Nicola Stricker (Evangelische Liturgik, Theologische Grundlagen)
- Barbara Szczepanska (Klavier)
- Martin Widmaier (Klavier, Fachdidaktik)
- Raimund Wippermann (Chorleitung)
- Pieter Wispelwey (Violoncello)
- Yamei Yu (Violine)
- Frank Zabel (Musiktheorie)

### Absolventen
- Hörður Áskelsson (* 1953), isländischer Kirchenmusiker
- Martin Bambauer (* 1970), deutscher Kirchenmusiker
- Karl Bartos (* 1952), deutscher Musiker und ehemaliges Mitglied der Band Kraftwerk
- Thomas Beckmann (1957–2022), deutscher Cellist
- Martin Berger (* 1972), deutscher Kirchenmusiker, Musikpädagoge, Musikwissenschaftler und Hochschullehrer
- Björn Bobach (* 1973), deutscher Opernsänger
- Berthold Botzet (* 1961), deutscher Organist und Domkapellmeister
- Gerhard Croll (1927–2019), deutsch-österreichischer Musikwissenschaftler
- Oscar van Dillen (* 1958), niederländischer Komponist
- Klaus Doldinger (* 1936), deutscher Musiker
- Stefan Engels (* 1967), deutscher Kirchenmusiker
- Hermin Esser (1928–2009), deutscher Opernsänger
- Lutz Felbick (* 1954), deutscher Kirchenmusiker und Musikwissenschaftler
- Martin Forciniti (* 1962), deutscher Kirchenmusiker und Komponist
- Helmut Freitag (* 1960), deutscher Kirchenmusiker
- Manuel Gera (* 1963), deutscher Kirchenmusiker
- Kurt Gester (1914–1997), deutscher Opernsänger
- Roland Härdtner (* 1964), deutscher Marimbaspieler und Orchestermusiker
- Fritz Hilpert, deutscher Musiker und Mitglied der Band Kraftwerk
- Michael Hoppe (* 1966), Kirchenmusiker
- Ralf Hütter (* 1946), deutscher Musiker, Radsportler, Gründungsmitglied der Band Kraftwerk
- Otto Joachim (1910–2010), kanadischer Komponist und Bratschist deutscher Herkunft
- Anna Maria Kaufmann (* 1964), kanadisch-deutsche Opern- und Musicalsängerin
- Helmut Kickton (* 1956), deutscher Kirchenmusiker
- Sukyeon Kim (* 1988), koreanische Pianistin
- Christoph Kirschbaum (* 1958), deutscher Gitarrist und Komponist
- Tadeusz Klaus (* 1960), deutscher Komponist und Musiker
- Reinhard Kluth (1950–2020), deutscher Kirchenmusiker
- Tobias Koch (* 1968), deutscher Pianist
- Dieter Kreidler (* 1943), deutscher Gitarrist
- Michael Landsky (* 1964), deutscher Kirchenmusiker
- Norbert Laufer (+ 1960), deutscher Komponist und Musikpädagoge
- Heinz Lengersdorf (* 1966), deutscher klassischer Pianist
- Ulrich Leykam (* 1948), deutscher Kirchenmusiker
- Christoph Lieder (* 1960), deutscher Dirigent und Militärmusiker
- Thorsten Pech (* 1960), deutscher Kirchenmusiker
- Johannes Quack (* 1959), deutscher Kirchenmusiker
- Johannes Quint (* 1963), deutscher Musikwissenschaftler und Komponist
- Maria Radner (1981–2015), Opernsängerin
- Walter Ratzek (* 1960), deutscher Kapellmeister, Leiter des Musikkorps der Bundeswehr
- Guido Rennert (* 1973), deutscher Klarinettist und Komponist
- Fazıl Say (* 1970), türkischer Pianist und Komponist
- Werner Schepp (* 1958), deutscher Kirchenmusiker
- Andreas Schmidt (* 1960), deutscher Bassbariton
- Henning Schmitz, deutscher Musiker und Mitglied der Band Kraftwerk
- Wolfgang Seifen (* 1956), deutscher Kirchenmusiker
- Florian Schneider-Esleben (1947–2020), deutscher Musiker, Gründungsmitglied der Band Kraftwerk
- Vera Schoenenberg (* 1973), deutsche Opernsängerin
- Alexander Shelley (* 1979), britischer Dirigent und Cellist
- Andreas Sieling, deutscher Kirchenmusiker und Musikwissenschaftler
- Jürgen Sonnentheil (* 1961), deutscher Kirchenmusiker
- Kai Tietje (* 1968), deutscher Dirigent und Arrangeur
- Klaus Wallrath (* 1959), deutscher Kirchenmusiker und Komponist
- Bertram Weigel (1950–1976), deutscher Zeichner und Musiker
- Bernd Wiesemann (1938–2015), deutscher Komponist und Musikpädagoge
- Wolfram Wittekind, deutscher Sänger und Kirchenmusiker
- Alexander Wurz (* 1985), Tenorist bei Ernst Hutter und seinen Original Egerländer Musikanten sowie Dirigent

## Sexuelle Gewalt an der Robert Schumann Hochschule
2024 berichtete der Hamburger Kirchenmusikdirektor und ehemalige Student an der Robert Schumann Hochschule Matthias Hoffmann-Borggrefe dem Evangelischen Pressedienst, er sei 1984 von dem damaligen Direktor der Abteilung Evangelische Kirchenmusik beim Partiturstudium vergewaltigt worden. 2011 sei durch die Evangelische Kirche im Rheinland der Missbrauch anerkannt worden.